# 馬雷島 (北地群島)
馬雷島是俄羅斯的島嶼，屬於北地群島的一部分，位於布爾什維克島西北面的拉普捷夫海，由克拉斯諾亞爾斯克邊疆區負責管轄，島上無人居住。